# Obsjtina Samokov
Obsjtina Samokov (bulgariska: Община Самоков) är en kommun i Bulgarien.   Den ligger i regionen Sofijska oblast, i den västra delen av landet, 40 km söder om huvudstaden Sofia.
Obsjtina Samokov delas in i:
- Alino
- Beli Iskăr
- Beltjin
- Govedartsi
- Gorni Okol
- Dospej
- Dragusjinovo
- Zlokutjene
- Klisura
- Kovatjevtsi
- Madzjare
- Mala tsărkva
- Maritsa
- Popovjane
- Prodanovtsi
- Raduil
- Rajovo
- Reljovo
- Sjiroki dol
- Jarlovo

Följande samhällen finns i Obsjtina Samokov:
- Samokov

I omgivningarna runt Obsjtina Samokov växer i huvudsak blandskog. Runt Obsjtina Samokov är det ganska glesbefolkat, med 38 invånare per kvadratkilometer.